# Piratpartiet (Island)
Piratpartiet (islandsk: Píratar) er et politisk parti i Island, der blev grundlagt 24. november 2012,  af bl.a. digteren og altingsmedlemmet Birgitta Jónsdóttir, der havde en baggrund i de magtkritiske græsrodsbevægelser, som skød op på Island efter sammenbruddet af landets banksektor i efteråret 2008 og havde repræsenteret Borgerbevægelsen i Altinget. 
Partiet klarede lige nøjagtig spærregrænsen på 5% ved altingsvalget 2013, hvor det fik 5,1 procent af stemmerne og tre mandater. I de følgende år voksede Piratpartiet kraftigt i meningsmålingerne, og lå i samtlige målinger fra april 2015 til april 2016 til at blive Islands største parti med opbakning af over 40% af de adspurgte i sine bedste målinger, hvilket fremkaldte stor international medieopmærksomhed. Op til valget i oktober 2016 sivede opbakningen dog, og partiet endte som tredjestørst med 14,5 procent af stemmerne og 10 mandater. Under valgkampen havde partiet forsøgt at sammentømre et regeringsalternativ sammen med Venstrepartiet - De Grønne, Alliancen og Lys Fremtid, hvilket fik Piratpartiet til at fremstå som en del af en "venstrefløjsblok" på trods af partiets officielle placering som hverken højre- eller venstreorienteret. 
Ved valget i 2017 tabte det fire mandater og endte igen i opposition efter forgæves forsøg på at danne en koalition mellem venstrefløjen, Piratpartiet og Fremskridtspartiet. 
Pirapartiet har en organisatorisk formand og en talsperson fra altingsgruppen, der repræsenterer partiet i f.eks. partilederrunder, men ingen formel leder. Det træffer sine vigtigste beslutninger ved hjælp af online afstemninger blandt medlemmerne.

## Valgresultater

### Altinget
| Valg | Stemmer i alt | %    | Mandater | +/– | Position | Regering   |
| ---- | ------------- | ---- | -------- | --- | -------- | ---------- |
| 2013 | 9.647         | 5,1  | 3 / 63   | 3   | 6.       | Opposition |
| 2016 | 27.449        | 14,5 | 10 / 63  | 7   | 3.       | Opposition |
| 2017 | 18.051        | 9,2  | 6 / 63   | 4   | 6.       | Opposition |